# Шифропанк
Шифропанки (англ. cypherpunk) — неформальна група людей, зацікавлених в збереженні анонімності й ті, хто цікавиться криптографією. Спочатку шифропанки спілкувалися за допомогою мережі анонімних ремейлерів. Метою даної групи було досягнення анонімності та безпеки через активне використання криптографії. Проекти, подібні GURPS Cyberpunk, додали ваги ідеям про те, що приватні особи повинні самі приймати заходи щодо збереження особистого простору. У період свого розквіту мережа шифропанків рясніла обговореннями заходів, прийнятих суспільною політикою щодо криптографії поряд з практичними розмовами на математичні, обчислювальні, технологічні та криптографічні теми.
Деякий час існував список розсилки кодерпанків, доступ до якого відкривався тільки після запрошення. Кодерпанки фокусувалися більше на технічних аспектах, залишаючи за бортом обговорення політики.
Термін шифропанк вперше вжила Джуд Мілхон (1939—2003), хакер, програміст, головний редактор журналу Mondo 2000) як гра слів на адресу групи криптоанархістів. Cypher (рідковживана форма слова cipher) і punk і водночас алюзія на термін cyberpunk, який хоча і позначає літературний напрям, іноді неправильно використовувався для позначення комп'ютерних гіків. У листопаді 2006 року цей термін був запропонований до включення в Оксфордський словник англійської мови. Цей рух брав активну участь в «криптовійнах» того часу й «весни Інтернету» 2011 року. Шифропанками були деякі значні персони комп'ютерної індустрії, такі, як Ян Голдберг, Брем Коен.

## Історія
Розквіт листів анонімних ремейлерів припав на 1997 рік. Майже всі системи, які використовують нині, сягають корінням в той час. До них можна зарахувати Pretty Good Privacy, /dev/random групи Linux kernel (з тих пір основний код кілька разів повністю перероблявся) і сьогоднішні групи анонімних ремейлерів.
Список розсилки шифропанків спочатку знаходився на toad.com, але після серії падінь через перемодерації, список переїхав на кілька суміжних поштових серверів у вигляді, так званого, розподіленого списку розсилки. Toad.com продовжив своє існування, використовуючи колишній список передплатників, але повідомлення із розподіленого списку перестали з'являтися на даному хостингу. У міру того, як даний список втрачав популярність, скорочувалася і кількість перехресних вузлів підписки. Починаючи з 2007 року, єдиним функціонуючим вузлом залишався al-qaeda.net. Таким чином, зараз список має стрибкоподібний трафік.
Протягом деякого часу, список розсилки шифропанків був популярним інструментом спамерів, які підписували свої «жертви» на розсилку. Це змусило адміністраторів розсилки винайти, чим відповісти на систему передплати. Потрібно відзначити, що для даного листа розсилки дві сотні повідомлень в день були нормою, і основну їх масу становили особисті суперечки, нападки, політичні й технічні обговорення і перші спам — повідомлення.
Описана система служила просуванню нових соціальних ідей, створених на основі широко відомих криптографічних прагнень до анонімності й приватного спілкування. Прикладом може служити есе Джима Белла «Політика вбивств», яке описує неминучі наслідки існування анонімного капіталу. Системи, засновані на чужій репутації (і їх слабкі місця), також були досить популярною темою обговорень, частково через те, що вони проповідували існування поширеної анархічної альтернативи централізованих систем розпізнавання.

## Застосування шифропанків
Термін шифропанк, шифропанки або ш-панки також іноді вживається як ім'я користувача або пароля на сайтах, що вимагають реєстрації, особливо якщо користувач має намір одноразово звернутися до даного джерела або не хоче розкривати інформацію про себе. Подібний акаунт залишається активним і відкритим для використання іншими людьми. Починаючи з 2007 року, обліківка «cypherpunks01» з паролем «cypherpunks01» є одним з небагатьох прикладів «облікового запису загального користування» широко доступного всім охочим.
Подібне явище, однак, може зароджуватися і природним чином, не пов'язаним з існуючими субкультурами. Так, наприклад, пара обліківка-пароль «qwerty: qwerty», яка використовується для доступу до ресурсів, що вимагає простої реєстрації, порівняно давно використовується для отримання разового доступу до цих ресурсів. Існує таке явище з двох причин: феномен «найбільш частих паролів» і свідоме збереження черговим користувачем загального доступу до облікового запису з альтруїстичних спонукань або за непотрібністю присвоювання останнього.

## Відомі шифропанки
- Джон Гілмор (англ. John Gilmore) Співзасновник Electronic Frontier Foundation[3]
- Ерік Хьюз (англ. Eric Hughes): автор «Маніфесту шифропанка»[3]
- Пилип Цимерман — засновник PGP
- Тімоті Мей: колишній провідний науковий співробітник Intel; автор « Маніфесту криптоанархізму»[3]
- Пітер Вайнер[3]
- Джуліан Ассанж: засновник WikiLeaks, винахідник заперечуваного шифрування (англ. Rubberhose), журналіст, співавтор книги Underground[4]
- Йон Каллас: технічний розробник OpenPGP і Головний технічний фахівець PGP Corporation[3]
- Брем Коен: творець BitTorrent
- Х'ю Денієль: колишній менеджер проекту FreeS/WAN
- Ян Голдберг: доцент  Університету Ватерлоо; розробник протоколу Off-the-Record Messaging
- Лакі Грін: автор першого безкоштовного програмного забезпечення, що реалізує функцію голосовий підпису
- Шон Хастінгс: засновник, президент Havenco і співавтор книги God Wants You Dead
- Джуд Мілхон: один із засновників шифропанків
- Самір Парек: колишній президент C2Net
- Руна Сандвік — розробник Tor, політичний адвокат
- Льон Сассаман: нині підтримує програмне забезпечення Mixmaster Remailer
- Пітер Шиплі: один із засновників шифропанків
- Аліф Террансон: «Savvis Whistleblower»; нинішній власник списку SPAM-L
- Сатосі Накамото — творець Bitcoin

## Поради шифропанків
- Навіть інформатори типу Едварда Сноудена, що працювали в спецслужбах, визнають, що шифрування працює. Потрібно його правильно використати.
- Навіть у програмному коді можуть бути помилки, «закладки» й лазівки. Тому знаходяться способи їх «злому».
- Необхідно остерігатися закритого й комерційного програмного забезпечення. В основному, особливо великі корпорації завжди співпрацюють з державними органами.
- Потрібно використовувати формати, протоколи, ПЗ яке сумісне не тільки саме з собою, а з особистим обладнанням
- Використовувати сервіси та програми, безпека яких заснована на створеному самим користувачем ключі
- Вбудовані генератори псевдовипадкових чисел в переважній більшості ОС абсолютно ненадійні, а будь-який криптоалгоритм, насамперед, відразу припускає, що використовується сильний генератор псевдовипадкових чисел. Без нього криптографія просто не працює.
- Якщо у вас є дуже важливі матеріали, то не використовуйте класичні мережеві з'єднання. Уникайте використання ноутбука з важливими даними до Інтернету. Якщо необхідно передати дані, то скопіюйте їх, попередньо зашифрувавши, на USB-накопичувач і відправте через інший комп'ютер[5].